# Rozdzielacz (pożarnictwo)

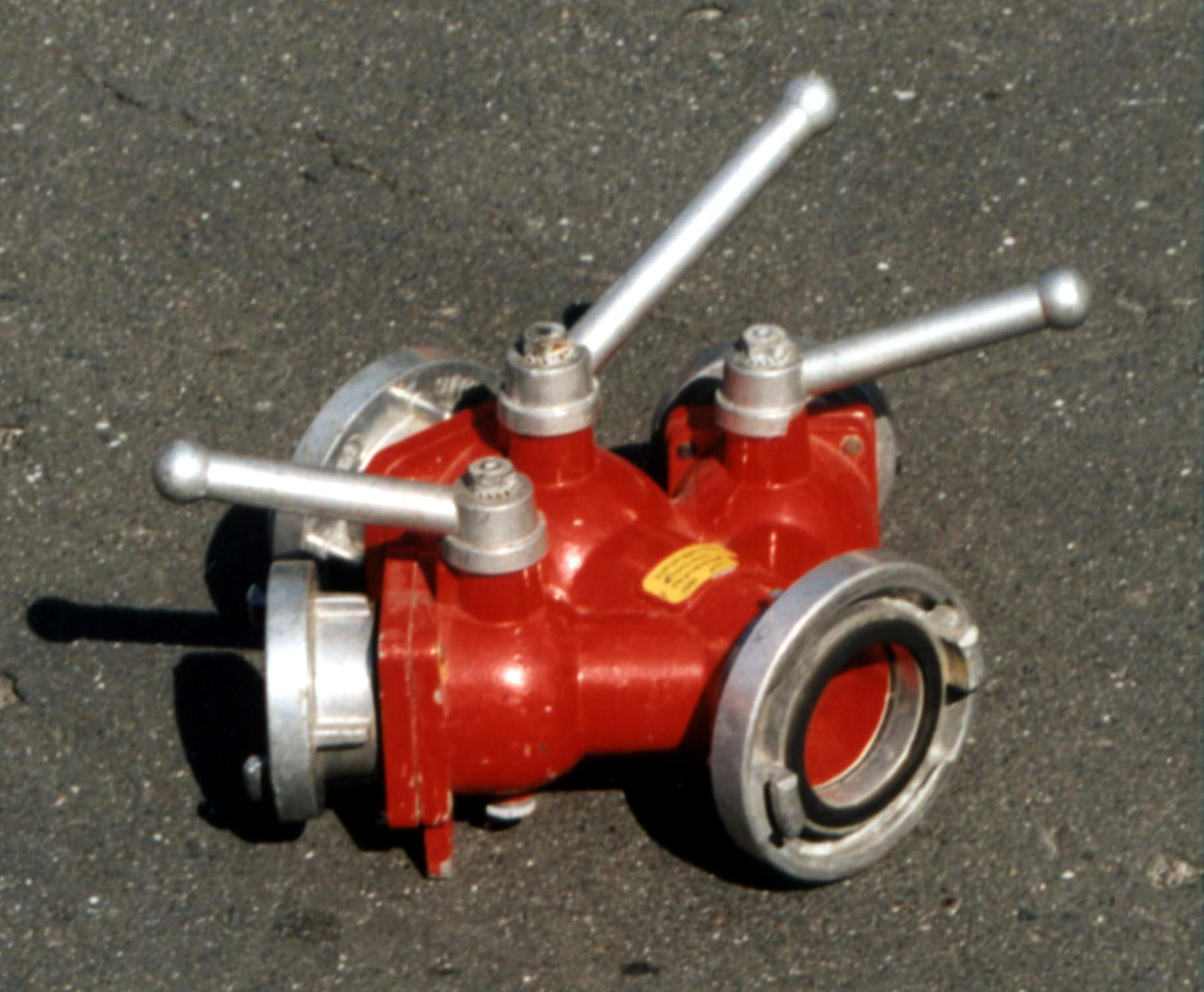
Rozdzielacz

Rozdzielacz – służy do rozdzielenia strumienia wody tłoczonej linią główną zbudowaną z węży W75 na trzy nasady. Dwie skrajne nasady umożliwiają podłączenie łączników węży W52, a środkowa - łącznika węża W75.
To rozdzielacz "klasyczny" B-C/B/C.
W Polsce w pożarnictwie stosujemy następujące średnice węży i nasad i określamy je: 
średnica 110 mm - oznaczenie A, 
średnica 75 mm - oznaczenie B, 
średnica 52 mm - oznaczenie C, 
średnica 25 mm - oznaczenie D.
W praktyce spotyka się różne konfiguracje nasad wejściowych i wyjściowych oto kilka przykładów:
A-B/B/B/B, A-B/A/B, B/B-B/B/B, B-C/C, B-C/C/C, C-C/C, C-D/D (np.: w Wielkiej Brytanii i USA stosuje się rozdzielacze o nasadach wejściowych 150 i 300 mm) itd. Na potrzeby różnych zadań np. gaszenia czy tworzenia zaopatrzenia wodnego powinno stosować się odpowiednie rozdzielacze dobrane do wariantu taktycznego wynikającego z sytuacji pożarowej (różnego zapotrzebowania na środki gaśnicze, różna wydajność stanowisk gaśniczych od 50 l/min do 10000 l/min).
Rozdzielacze dzielą się na:
- kulowe (na zdjęciu)
- grzybkowe (wrzecionowe)